# Artă ecologică
Arta ecologică este un gen de artă și o practică artistică care urmărește conservarea, remedierea și / sau vitalizarea formelor de viață, a resurselor și a ecologiei Pământului, prin aplicarea principiilor ecosistemelor asupra speciilor vii și a habitatelor acestora.
Eco-arta este un domeniu al vieții culturale situat la confluența dintre diverse curente artistice și ideile mișcării de protejare a mediului. Opere de eco-artă sunt texte literare, picturi, grafică, muzică, instalații audio-video, filme etc., care transmit în mod explicit sau implicit idei ecologice, contribuind la conștientizarea necesității unei interacțiuni responsabile a omului cu natura.

## Eco-arta în România
Unul dintre promotorii activi ai eco-artei în România este scriitorul, graficianul, fotograful și realizatorul TV Nicolae Romulus Dărămuș.

## Principii
Artiștii considerați că lucrează în acest domeniu abordează unul sau mai multe dintre următoarele principii:
- Concentrați-vă asupra rețelei de interdependențe în mediul nostru - asupra aspectelor fizice, biologice, culturale, politice și istorice ale sistemelor ecologice.[4][5]
- Creați lucrări care utilizează materiale naturale sau se angajează cu forțe de mediu cum ar fi vântul, apa sau lumina soarelui.[6]
- Recuperarea, restaurarea și remedierea mediilor deteriorate.[7]
- Informați publicul despre dinamica ecologică și problemele de mediu cu care ne confruntăm.[8][9]
- Revizuiți relațiile ecologice, propunând în mod creativ noi posibilități de coexistență, sustenabilitate și vindecare.[10]